# Ernst Haas (Fotograf)

Ernst Haas (* 2. März 1921 in Wien; † 12. September 1986 in New York) war ein österreichisch-amerikanischer Fotograf, der heute vor allem als Pionier der Farbfotografie bekannt ist. Sein im September 1953 in der Zeitschrift Life über 24 Seiten in zwei Folgen abgedruckter Fotoessay unter dem Titel „Images of a Magic City“ gilt als Meilenstein der Farbfotografie. Die 1962 im New Yorker Museum of Modern Art gezeigte Ausstellung Ernst Haas: Color Photography war die erste Einzelausstellung des Museums, die allein Farbfotografien zeigte. Haas war ein frühes Mitglied der Fotoagentur Magnum Photos, zu deren Präsidenten er 1959 gewählt wurde. Von seinem 1971 veröffentlichten Buch The Creation (dt. Die Schöpfung) wurden mehr als 300.000 Exemplare verkauft.

## Leben
Nach eigener Aussage fand Ernst Haas bereits als Kind Interesse am Fotografieren und nach einem abgebrochenen Medizinstudium studierte er in Wien an der Graphischen Lehr- und Versuchsanstalt Fotografie. Als freier Fotojournalist für die Zeitschriften Der Film und Heute lichtete er etliche Fotos von Kriegsheimkehrern und Invaliden ab. 1947 verwendete das Rote Kreuz seine Reportage und Fotos zur Identifizierung bzw. Zusammenführung von Kriegsopfern, die nachträglich in einem Feature des Magazins Life veröffentlicht wurde. Daraufhin erhielt Haas eine Einladung von Robert Capa, der neu gegründeten Fotoagentur Magnum beizutreten. 1950 wurde Ernst Haas dann Vollmitglied bei Magnum.
Ab 1951 experimentierte Haas fast ausschließlich mit Farbfilmen. Mit der Serie „Images of a Magic City“ lieferte Haas auf dem 1936 auf den Markt gebrachten Kodachrome-Farbpositivfilm noch nie gesehene Impressionen und Reflexionen einer Großstadt. Nur in USA konnten bis dahin Farbreproduktionen in Zeitschriften produziert werden. Aufgrund der horrenden Kosten wurden bis dahin jedoch fast ausschließlich Titelseiten von Mode- und Reportagemagazinen in Farbe gedruckt. Das führende Life-Magazin veröffentlichte Haas’ New York-Fotografien 1953 als 24-seitige Bildstrecke über zwei aufeinanderfolgende Ausgaben hinweg. In seiner Sportreportage „The Magic of Colours in Motion“ gelang es ihm, die noch sehr geringe Lichtempfindlichkeit der Farbfilme ästhetisch produktiv zu nutzen. Er zeigte noch nie zuvor in Farbe gedruckt gesehene Aspekte der Fotografie durch Bewegungsunschärfen und verwackelte Aufnahmen mit extremen Farbkontrasten. 
1958 wurde Haas Vizepräsident von Magnum, im Anschluss dann 1960 Präsident der Agentur.
Ernst Haas’ erste Einzelausstellung fand 1962 im New Yorker Museum of Modern Art statt. Eine von Kodak geförderte Wanderausstellung dokumentierte den von Haas produzierten Film The Art of Seeing. 1966 wurde Haas teilhabendes Mitglied von Magnum. Anfang der 1970er realisierte er mehrere Buchprojekte. 1971 erschien zunächst die monumentale Bildsinfonie Die Schöpfung. Im Folgenden wandte sich Haas vom Sensationsjournalismus ab und konzentrierte sich zunehmend auf stillere Motive; vorrangig befasste er sich mit Japan und einer zenbuddhistischen inspirierten, meditativen Bildsprache. Eine weniger bekannte Seite seine Werkes sind die amerikanischen Landschaftsaufnahmen für die Zigarettenmarke Marlboro, die maßgeblich zu deren Image beitrugen.
Haas experimentierte gern mit den unterschiedlichsten Medien: 1964 produzierte er für den Film The Bible von John Huston eine Bildstrecke. In den 1970ern befasste er sich bevorzugt mit audiovisuellen Techniken, so die „Flower Show“ und die ergänzende Bildermappe „Flowers“ (1983). Blumenmotive sollten bald Hauptteil seines Spätwerks werden.
Ernst Haas starb am 12. September 1986 in New York überraschend an den Folgen eines Schlaganfalls; kurz zuvor hatte er noch seine multimediale Bilderschau „Abstracts“ fertiggestellt.
Das Ernst Haas Archiv befindet sich in der Obhut von Magnum Photos und dem Haas Studio in New York City.

## Veröffentlichungen (Auswahl)
Veröffentlichungen zu Lebzeiten
- The Creation, Viking Press 1971 (dt. Die Schöpfung, Econ 1971; Neuauflage 1984, ISBN 3-430-13703-9)
- In America, Viking Press 1975 (dt. In Amerika, Econ 1975, ISBN 3-430-13707-1)
- In Germany, Viking Press 1977 (dt. In Deutschland, Econ 1976, ISBN 3-430-13709-8)
- Himalayan Pilgrimage, Viking Press 1978 (dt. Im Himalaya: Pilgerfahrt zum Dach der Welt, Econ 1978, ISBN 3-430-13717-9)

Posthume Veröffentlichungen von Haas’ Werken
- Ernst Haas: Color Photography, Abrams 1989 (dt. Farbphotographien, Schirmer und Mosel, München 1989, ISBN 3-88814-333-0)
- Ernst Haas in Black and White, Bulfinch Press 1992
- Ernst Haas: Eine Welt in Trümmern – A world in ruins, Bibliothek der Provinz 2005
- Ernst Haas (Photofile), Thames & Hudson 2010
- Ernst Haas: Color Correction 1952–1986, Steidl 2011
- Ernst Haas: On Set, Steidl 2015
- Ernst Haas: Abstrakt, Steidl 2018
- Ernst Haas: New York in Color, 1952–1962, Prestel 2020
- Ernst Haas: The American West, Prestel 2022[4]